# Glover (Fahrzeughersteller)
Glover war ein US-amerikanischer Hersteller von Kraftfahrzeugen.

## Unternehmensgeschichte
George T. Glover leitete das Unternehmen mit Sitz in Chicago in Illinois. Er stellte 1902 einige Personenkraftwagen her. Der Markenname lautete Glover. Wenig später folgten Traktoren. 1903 kaufte Russell Alexander Alger einen dieser Traktoren. Von 1911 bis 1912 kamen Omnibusse und Lastkraftwagen dazu. Danach verliert sich die Spur des Unternehmens.
Es bestand keine Verbindung zur Glover Motor Company, die ein paar Jahre später ebenfalls Fahrzeuge als Glover vermarktete.

## Fahrzeuge
Im Angebot standen Dampfwagen. Die Pkw von 1902 waren als Zweisitzer für 750 US-Dollar und als Viersitzer für 1200 Dollar erhältlich. Die Karosserien waren offen. Ein ungewöhnliches Merkmal war ein zusätzliches hohles Rad in Fahrzeugmitte, das mit heißem Wasser gefüllt werden konnte, und dazu diente, Schnee zu schmelzen. Das Unternehmen versprach sich davon Vorteile unter winterlichen Bedingungen.
Die Traktoren hatten ebenfalls dieses Rad.
Einige der Nutzfahrzeuge von 1911–1912 waren umgebaute Kutschen, an denen ein motorisiertes fünftes Rad montiert wurde. Es werden aber auch Dreirad-Fünftonner mit einem Sechszylindermotor und 9668 cm³ Hubraum genannt. 1912 kam ein kleineres Dreirad mit einem Vierzylindermotor und 680 kg Nutzlast dazu. Die Motoren leisteten 40 bis 60 PS.